# George Pauncefort
George Pauncefort (* 24. November 1869 in San Francisco, Kalifornien; † 25. März 1942 in Los Angeles, Kalifornien) war ein US-amerikanischer Filmschauspieler und Bühnenschauspieler.

## Leben
George Pauncefort wurde 1869 in San Francisco, im US-Bundesstaat Kalifornien geboren.
1915 hatte Pauncefort bei dem Film The Running Fight erstmals eine Rolle inne.
Er war bis zu ihrem Tod am 25. Mai 1939 mit Marion Ballou verheiratet.

## Filmografie
- 1915: The Running Fight
- 1916: The Precious Parcel
- 1916: Her Great Price
- 1916: The Purple Lady
- 1919: Marriage for Convenience
- 1919: Dawn
- 1920: The Key to Power
- 1920: The White Moll
- 1922: Free Air
- 1922: No Trespassing
- 1922: That Woman
- 1925: Symphonie der Leidenschaften (Soul-Fire)
- 1935: Let 'em Have It (The Legion of Valour)
- 1936: Mr. Deeds geht in die Stadt (Mr. Deeds Goes to Town)
- 1936: Mr. Trent schlägt dem Alter ein Schnippchen (The Big Noise)
- 1936: The Crime of Dr. Forbes
- 1937: Girl Overboard
- 1938: Die Schwester der Braut (Holiday)
- 1941: Die Frau mit der Narbe (A Woman’s Face)
- 1941: Die Marx Brothers im Kaufhaus (The Big Store)